# Marsupella adusta
Marsupella adusta là một loài Rêu trong họ Gymnomitriaceae. Loài này được (Nees) Spruce mô tả khoa học đầu tiên năm 1881.